# 奚其明
奚其明（1941年9月20日—－）是中國著名作曲家，出生於重慶。他擅長多種類型的音樂創作，包括交響樂、芭蕾舞劇、歌劇、合唱及電影音樂等。其代表作品有芭蕾舞劇《魂》、《傷逝》、《青春之歌》，以及抒情交響音詩《向往》和歌曲《梧桐樹》、《遠山》。奚其明的音樂風格融合了傳統與現代元素，深受業界和觀眾的喜愛。他的創作生涯跨越數十年，為中國音樂界貢獻了眾多經典作品。

## 生平
奚其明1941年出生在重庆歌乐山，祖籍上海。他父亲毕业于上海光华大学，毕业后从事经济工作。曾是上海足球俱乐部中国最早的足球队队员之一，二战时为躲避日本轰炸从上海迁往重庆。
1950年父亲病逝，家庭经济状况不佳，使他必须依赖助学金。母亲喜欢唱歌、听歌，使他从小听得许多民歌民谣。上小学时他成绩优秀，尤其音乐课成绩显著。1954年小学毕业后考入上海音乐学院附中钢琴科。
1960转作曲科，师从林霭玲、王晴华、郑曙星、文运坤、马思荪、王健忠、顾淡如、陸钦信、靳卯君、程卓如、单尔馨、马革顺、赖广益、楊秀娟、張民权、沈枚、饶余燕、潘善琪、梁仁楚、周启章、施珏、汪启璋、谢生、谭素芬、陈仪、張沞箴、方映霞、王明、谢非、甘永志、汪明珠、少先队孟辅导员等老师。
1966年毕业于上海音乐学院作曲系，师从邓尔敬，陈刚，桑桐，陈銘志，施咏康，钱仁康。1967-1969年加入交響音樂《智取威虎山》創作組。1977年調入上海芭蕾舞團任專職作曲。1979年创作的芭蕾舞剧《魂》其创新意识当时在全国音乐界引起极大轰动。1981年创作的抒情音诗《向往》于“上海之春”音乐会首演后在孙中山诞辰110周年诞辰纪念活动中获奖。
奚其明1978—1989年在上海音樂學院任兼職教授，教授作曲主科和对位。1984年调到上海文化局任上海市创作中心音乐舞蹈负责人。在这期间创作了多首歌曲如《我们的共同世界》等。《远山》曾获“首届亚洲艺术节‘名古屋’银奖”，也是中国流行歌曲在国外得奖最早的作品。20世纪90年代以后他继续创作管弦乐作品，代表作品有：排箫与管弦乐队《小何淌水》、小提琴与民族管弦乐队《阿里山的姑娘》等。

## 音乐
奚其明的音乐创作类型涉及广泛，包括交响乐、交响诗、协奏曲、芭蕾舞剧、歌剧、合唱、室内乐、舞台音乐、电影音乐以及大量的歌曲等。是中国国家一级作曲、中国音乐家协会理事、上海芭蕾舞团驻团作曲。他的创作风格多样，有不同题材、形式、风格、类型的作品，如：芭蕾舞剧《魂》、《伤逝》、《青春之歌》等。1980年代创作了一部抒情交响音诗《向往》，为中国交响作品的保留曲目之一。

## 主要作品
- 交响大合唱《七一》作曲（上海市委宣传部1991年进京献礼作品）。
- 全国第三届农运会开幕式作曲之一；全国第八届运动会开幕式作曲之一。
- 交响芭蕾组曲《魂》；抒情交响音诗《向往》；交响序曲《光明行》；管弦乐《永恒的号角》；管弦乐《城市之光》；降B大调钢琴协奏曲；筝与管弦乐《林冲夜 奔》；排箫与管弦乐《小河淌水》；《太阳从这里升起》《丰碑1921-1949》
- 歌剧： 中央歌剧院《杜十娘》；上海歌剧院《燕子之歌》。
- 芭蕾舞剧：《青春之歌》、芭蕾舞《魂》、芭蕾舞剧《伤逝》。
- 创新舞剧：《金舞银饰》原创策划及作曲之一；舞剧《雪梅》。
- 电影音乐：《理发师》、《燃烧的婚纱》、《女大学生之死》、《小娇妻》、《狼狈丈夫俏娇妻》。
- 电视剧音乐：《张闻天》、《红色警戒》、《逆水寒》、《末代皇妃》、《我是一片云》等。
- 歌曲：《远山》（荣获1989年在名古屋举办的首届亚洲音乐节银奖）；上海市慈善基金会会歌《蓝天下的至爱》作曲。
- 艺术歌曲：《梧桐树》、《鹿回头》、《你在哪里》、《云想衣裳花想容》、《天地男儿》、《我是人民的儿子》。
- 歌曲：《我们共同的世界》、《我们走进十月 的阳光》等。